# وورغون حسین‌اف
وورغون حسین‌اف (ترکی آذربایجانی: Vurğun Hüseynov؛ زادهٔ ۲۵ آوریل ۱۹۸۸) بازیکن فوتبال اهل جمهوری آذربایجان است.
از باشگاه‌هایی که در آن بازی کرده‌است می‌توان به باشگاه فوتبال توران توووز، باشگاه فوتبال سومقاییت، و باشگاه فوتبال قبله اشاره کرد.
وی همچنین در تیم ملی فوتبال جمهوری آذربایجان بازی کرده‌است.